# Balta (ö)
Balta (fornnordiska: Baltey, "Bältö") är en obebodd ö i ögruppen Shetlandsöarna, Skottland.

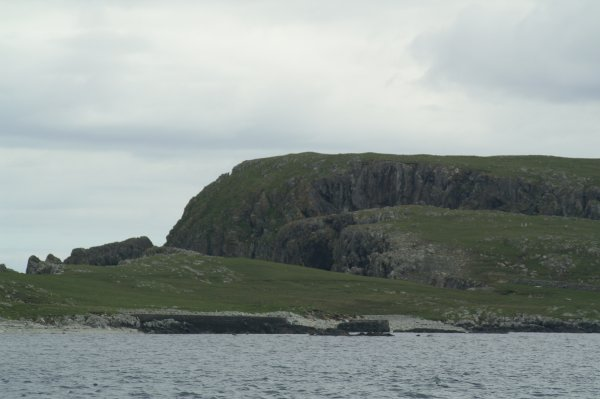
Muckle Head, Balta.

## Geografi
Balta ligger öster om ön Unst och Balta Sound. Den har en area på  80 hektar.
Det finns en av naturen skapad bågformation på ön.
Balta Island Seafare och Skaw Smolts är de nordligaste fiskfarmerna and fiskodlingarna på de brittiska öarna.

## Historia
På ön finns fornlämningar som bland annat ruiner av en broch och av ett fornnordiskt kapell byggt i hyllning till Sankta Sunniva. Det finns inga dokument för att ön har bebotts i modern tid.
John MacCulloch besökte Balta i maj 1820 för att genomföra en trigonometrisk kartläggning. Balta var då den nordligaste stationen av zenitsektorn.
På öns södra spets låg tidigare fyren Balta Light, en av de första byggnaderna att byggas i betong på Shetland. Fyren ritades av David Stevenson och byggdes 1895. Den kom att rivas 2003 för att ersättas av ett modernare fyrljus som drivs av solenergi.